# Дракино
Дра́кино (рос. Дракино, ерз. Дракина) — село у складі Торбеєвського району Мордовії, Росія. Адміністративний центр та єдиний населений пункт Дракинського сільського поселення.
Населення — 1631 особа (2010; 1636 у 2002).
Національний склад станом на 2002 рік:
- мордва — 77 %